# Selica Torcal
Selica Torcal (Segovia; 15 de febrero de 1932)  es una actriz española.

## Biografía
Comenzó a actuar de la mano de Modesto Higueras y Roberto Carpio en 1942 en la Compañía Infantil Lope de Rueda. Un año después pasó a formar parte la Compañía del Teatro Español, que dirigía Cayetano Luca de Tena y donde permaneció hasta 1946. Intervino en montajes como Baile en capitanía (1944), de Agustín de Foxá.
Su trayectoria profesional se ha centrado fundamentalmente en el doblaje, y podía  ser considerada una de las más notables actrices de voz del panorama artístico español. Pasó por el cuadro de actores de Radio Madrid, e intervino en el espacio de la Cadena SER, Teatro en el aire. Entre los personajes más recordados a los que  pusieron su voz sin duda uno de los más relevantes fue el de la niña Heidi en la famosa serie de dibujos animados japonesa estrenada en España en 1975. Durante este doblaje la actriz se quedó afónica, por combinarlo con el doblaje de otras series en el mismo periodo. Hubo de ser sustituida a partir del episodio 21 por Marisa Marco. Debido a esto se rumoreó que había cogido manía al personaje, pero la actriz desmintió el rumor.
Otros personajes populares que deben su dicción en castellano a Selica Torcal son la Cerdita Peggy de The Muppets y el osito Jackie de El bosque de Tallac (1978). También participó en la serie de animación Los Caballeros del Zodiaco, donde interpretaba a Marin del Águila, aparte de Makoto y Eiri. Además, ha doblado a decenas de actrices, destacando Margot Kidder en la saga de Superman: The Movie (1978-1986), a Pamela Sue Martin y Emma Samms en Dynasty o a Susan Saint James en McMillan y esposa.
En cine intervenia en algunas películas como Esa voz es una mina (Luis Lucia, 1955), junto a Antonio Molina, y participó en el doblaje de Abuelo Made in Spain (Pedro Lazaga, 1969); Colorín, colorado (José Luis García Sánchez, 1976) y El abuelo (José Luis Garci, 1998), entre otras. 
En 2011 protagonizó el cortometraje Zumo de limón, nominado al Premio Goya. También estuvo nominada a mejor actriz en los Premios Fugaz al cortometraje español por su trabajo en Ni una sola línea. Mayor recorrido tiene su trayectoria teatral. Participó en los montajes teatrales de Hamlet, Ricardo III, El sueño de una noche de verano, Fuenteovejuna o Los tigres escondidos en la alcoba de Jardiel Poncela, y más recientemente en los musicales My Fair Lady (2001), con José Sacristán y Paloma San Basilio en el papel de la Señora Pearce y Maribel y la extraña familia (2005), de Miguel Mihura así como la obra Filomena Marturano (2006), con Concha Velasco.
Durante los primeros 8 capítulos forma parte de la comedia televisiva Con el culo al aire (2012) de Antena 3 en dónde interpretó a Juana. Tras el fallecimiento de su marido, la actriz decidió no continuar en la serie por falta de ánimo.
Más tarde, en 2014, apareció en el TV-film Rescatando a Sara interpretando a la abuela de Sara y madre de Leticia, Carmen Machi.
Sobrina de la mezzosoprano Selica Pérez Carpio.